# 木刀

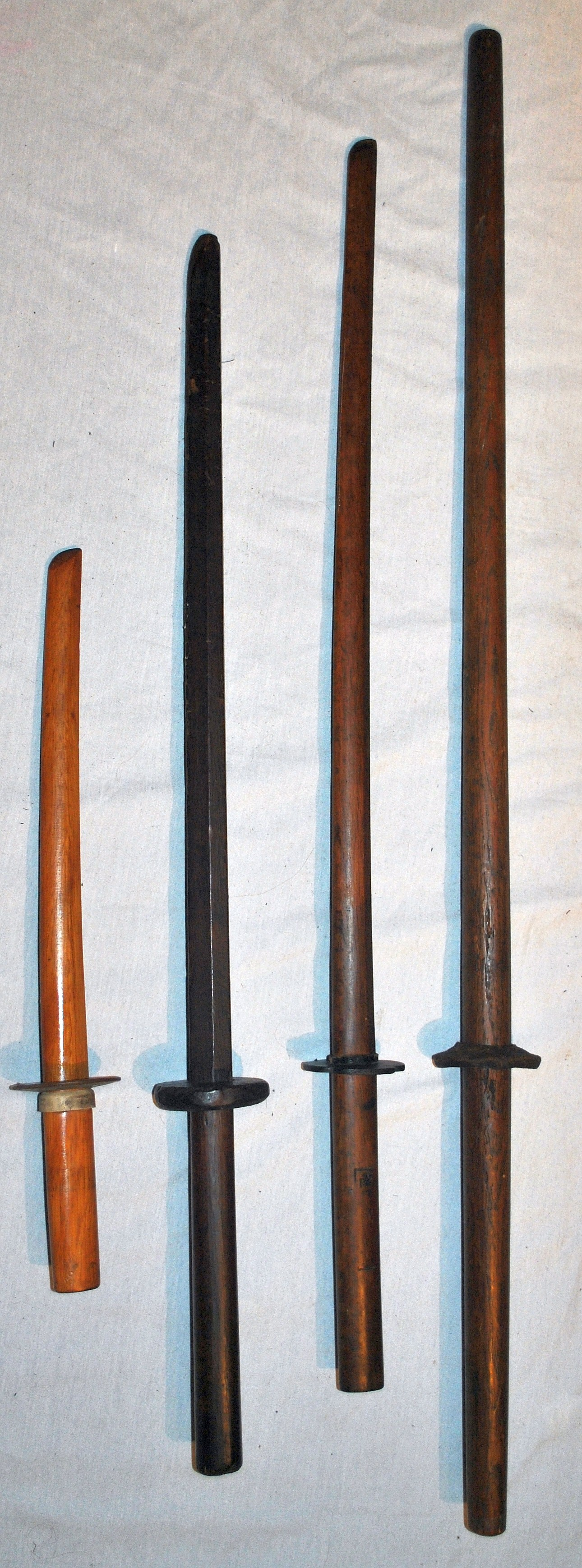
木刀

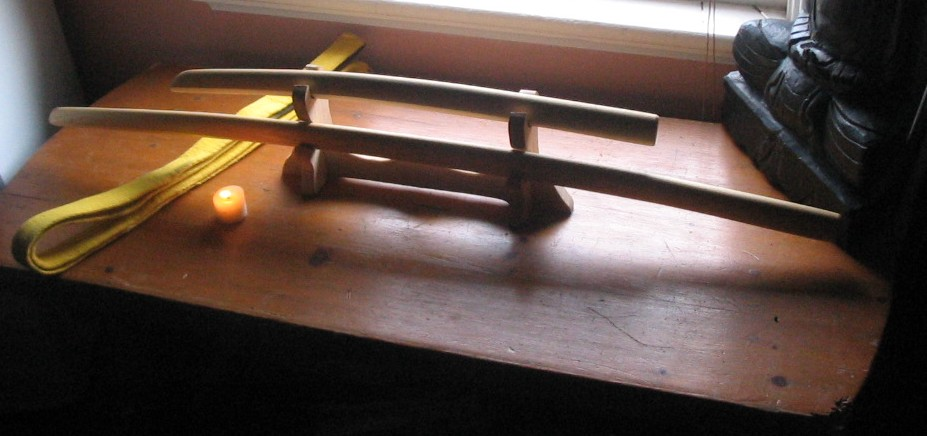
大刀・小太刀のセット

木刀（ぼくとう）は、日本刀を模した木製品である。木剣（ぼっけん）とも呼び、海外ではbokkenで通じる。武術では木太刀（きだち）ともいう。

## 概要
日本の剣術で形稽古に使用するために作られ、剣道や合気道においても素振り、形稽古で使用される。螺鈿、彫刻など装飾された観賞用のものも市販されている。樫などの硬い木で作られているため、鈍器として実戦に用いられることもある（宮本武蔵など）。
竹刀（しない）は、竹で作られた用具を指し、木刀には含めない。また、竹光（たけみつ）は時代劇などの小道具に用いられる木製の模擬刀であり、木刀とは異なるが、樫を削ったものを刀身とすることが多い。
日本刀だけではなく、薙刀、槍、鎖鎌、実手、銃剣、中国剣などにおいてもそれぞれの武器を木で模したものがある。銃剣道の用具（小銃の銃床の先台を銃口部分まで伸ばしたような形状で、全長を着剣した小銃に合わせた物）は木銃（もくじゅう）と呼ばれる。

## 武道用の木刀
古武道の剣術では主に木刀を使って稽古をしている。頭部を打てば生命に関わるなど非常に危険なため、江戸時代に試合稽古用として竹刀が登場したが、形稽古は専ら木刀が用いられた。現代の剣道においても日本剣道形の稽古は木刀を使用する。
現在、武道用の木刀は9割が宮崎県都城市において製造されている。材質は赤樫、本赤樫や白樫が多いが、黒檀、蚊母樹、枇杷などの高価な素材のものもある。赤樫（一位樫）は軽いが強く打ち合うと折れやすく、白樫は折れにくいがささくれやすい。本赤樫は樫の中では一番強く、打ち合いにも素振りにも向いているといわれている。黒檀やスヌケのような粘りのない硬い木材は割れやすく、鉄刀木や鉄木（紫黒檀・ウリン）のような粘りのある硬い木材は強く打ち合った際にささくれが生じやすい。そのため、打ち合いにはビワが最も良いとされているが、現在は極めて高価である。なお、木目が乱れているものの方が打ち合いでは強靭であるという。鍔は木製、プラスチック製、皮革製などがある。
剣道や稽古人数が多い一部有名剣術流派の木刀は市販されているが、専門の木刀職人に流派独特のものを注文することもある。流派により長さなどは異なり、直心影流剣術や天然理心流剣術のように通常の真剣以上の重さにし、太く作る事で、正確な手の内を鍛える事等を目的とした、鍛錬用の木刀も存在する。示現流や薬丸自顕流では蚊母樹（柞：ユスノキ）の木の枝葉を取り、適当な長さで切り、乾燥させたのみで一切加工しない木刀を使用する。また打ち込み練習の相手用に長木刀（ながぼくと）というかなり長いが同じく無加工の柞製の棒に太い紙縒製の鍔を取り付けた木刀を用いる。
抜刀術、居合道では入門直後の初心者は木刀で稽古し慣れたら直ちに模擬刀で稽古するが、極一部の居合術流派（江戸時代以来の流派）は鞘木刀で稽古をしている。

## 土産物としての木刀
全国各地の歴史的建造物・史跡などの観光地の周辺の土産物店で土産物として木刀が販売されている。主に修学旅行の児童・生徒の土産物を期待しているとされる。
初めて観光地で木刀が販売されたのは福島県会津若松市で、白虎隊をモチーフにした「白虎刀」とされる。大正時代に入り、伊藤浪江他2名が作り、飯盛山で販売を開始した。その後鞘師である田原鹿之助が製造器具を開発した。1938年頃には市内に20軒もの製造業者があり、最盛期には約80万本も製造されたという。会津地方の山間部に多く生えていたホオノキやアスナロが使われた。ホオノキは木の性質が素直で比較的そりにくいため、刀には最適だった。
白虎刀がたいへんよく売れたため、製造会社であるタカハシ産業（会津若松市）が各地の観光地名が入った木刀を全国各地の観光名所に売り込んだため東京・奈良・鎌倉など全国で販売されるようになった。